# St. Johns (Illinois)
Pour les articles homonymes, voir Saint John's (homonymie).
St. Johns est un village situé au sud-ouest du comté de Perry dans l'Illinois, aux États-Unis,. Il est incorporé le 6 novembre 1912.

## Démographie
Lors du recensement de 2010, le village comptait une population de 219 habitants. Elle est estimée, en 2016, à 207 habitants.

### Source de la traduction
- (en) Cet article est partiellement ou en totalité issu de l’article de Wikipédia en anglais intitulé « St. Johns, Illinois » (voir la liste des auteurs).